# Harztor
Harztor – gmina (niem. Landgemeinde) w Niemczech, w kraju związkowym Turyngia, w powiecie Nordhausen. Do 5 lipca 2018 jako gmina (niem. Gemeinde) wchodziła w skład wspólnoty administracyjnej Hohnstein/Südharz.
Powstała 1 stycznia 2012 z połączenia dwóch gmin wiejskich: Ilfeld oraz Niedersachswerfen, które stały się tym samym dzielnicami gminy. W dzielnicy Ilfeld znajduje się siedziba administracyjna wspólnoty.
6 lipca 2018 do gminy przyłączono gminy Harzungen, Herrmannsacker oraz Neustadt/Harz, które stały się automatycznie jej częściami (Ortsteil).